# 艾楚南
艾楚南（1902年—1987年），又名艾克生，男，陕西米脂人，中华人民共和国政治人物，曾任中共哈尔滨市委书记、副市长，陕西省政协副主席。